# Eierschibbeln

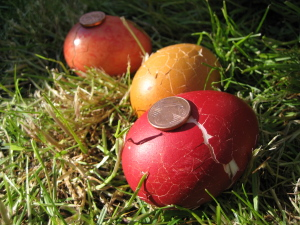

Das Eierschibbeln oder Eierschippeln ist ein Wettbewerb, der als Brauch zu Ostern in verschiedenen Teilen Deutschlands ausgeführt wird.

## Durchführung
Am oberen Ende eines Hangs mit leichtem Gefälle werden im Abstand von drei Zentimetern etwa drei Meter lange, dünne Leisten nebeneinander schräg in den Boden gesteckt. Über diese beiden Leisten werden die Ostereier abgerollt („geschibbelt“). Wo dieses „Schibbelei“ zum Stehen kommt, wird ein zweites Ei – das „Setzei“ – hingelegt. Trifft ein Teilnehmer mit seinem Schibbelei ein Setzei, so vermerkt dies der Wettkampfleiter als Treffer. Der Teilnehmer mit den meisten Treffern ist Schibbelkönig oder -königin.

## Regionale Verbreitung

### Nord- und Ostdeutschland
In Ostfriesland, Brandenburg und der Oberlausitz, besonders in Bautzen, wird dieser Osterbrauch als „Eierschieben“ (Oberlausitzer Mundart: Oarscheim) ebenfalls gepflegt.

### Westerwald
In Norken im Westerwald wird das Eierschibbeln seit über 100 Jahren gepflegt.

### Süddeutschland
In Bayern und Baden-Württemberg wird dieser Brauch als Eierhetzeln oder Oarscheibn immer noch gerne in etwas kleinerem Ausmaß betrieben. Im Garten werden zwei Latten als schiefe Ebene aufgestellt, an denen die Eier herunterrollen können. Um die Punkte zu zählen, wird auf jedes Ei, das in der Wiese liegt, ein Centstück gelegt. Wessen Ei das Centstück von einem anderen Ei schubst, der darf das fremde Centstück behalten. Gewonnen hat am Ende, wer die meisten Centstücke hat.